# SpaceX CRS-6
SpaceX CRS-6, també coneguda com a SpX-6, va ser el vuitè vol per la nau espacial de subministrament no tripulada Dragon de SpaceX i la sisena missió operacional de SpaceX contractada per la NASA sota un contracte de Commercial Resupply Services. Va ser atracat a l'Estació Espacial Internacional del 17 d'abril al 21 de maig de 2015.